# Mussad Nur
Mussad Nur (en árabe: مسعد نور‎; Port Said, Egipto; 23 de abril de 1951 – El Cairo, Egipto; 23 de abril de 2011) fue un futbolista de Egipto que jugó en la posición de delantero.

## Carrera

### Club
Jugó toda su carrera con el Al-Masry de 1972 a 1985, equipo con el que anotó 87 goles en 173 partidos, 65 de esos goles fueron en la Primera División de Egipto.

### Selección nacional
Jugó para Egipto en 22 ocasiones de 1974 a 1981 y anotó cinco goles; participó en la clasificación a los Juegos Olímpicos de Moscú 1980 de la cual Egipto fue uno de los participantes del boicot, la Copa Africana de Naciones 1980 y en dos ediciones de los Juegos Mediterráneos.